# Тураи, Йожеф
Йо́жеф Ту́раи (венг. Turay József; 1 марта 1905, Эгер — 24 июня 1963, Будапешт) — венгерский футболист, игравший на позициях нападающего, а позже полузащитника. Выступал, в частности, за клубы «Ференцварош» и МТК (Будапешт), а также национальную сборную Венгрии. Пятикратный чемпион Венгрии, обладатель Кубка Митропы 1928 года, серебряный призер Чемпионата мира 1938 года

## Клубная карьера
К составу «Ференцвароша» присоединился в 1926 году. Сыграл за клуб из Будапешта следующие семь сезонов своей игровой карьеры. В составе «Ференцвароша» был одним из главных бомбардиров команды, имея среднюю результативность на уровне 0,54 гола за игру первенства.
1933 года заключил контракт с клубом МТК (Будапешт), в составе которого провел следующие семь лет своей карьеры игрока. Большинство времени, проведенного в составе МТК, был основным игроком команды.
В течение 1940—1941 годов защищал цвета команды клуба «Ганц».
К составу клуба «Уйвидеки» присоединился в 1941 году. С тех пор успел отыграть за команду 3 матча в национальном чемпионате.

## Выступления за сборную
В 1928 году дебютировал в официальных матчах в составе национальной сборной Венгрии. Сейчас провел в форме главной команды страны 48 матчей, забив 11 голов.
В составе сборной был участником чемпионата мира 1938 года во Франции, где вместе с командой завоевал «серебро».
Умер 24 июня 1963 года на 59-м году жизни в городе Будапешт.

## Титулы и достижения
- Серебряный призер чемпионата мира: 1938
- Обладатель Кубка Митропы: 1928
- Чемпион Венгрии:
  - «Ференцварош»: 1925-26, 1926-27, 1927-28, 1931-32
  - «МТК»: 1935-36, 1936-37
- Серебряный призер Чемпионата Венгрии:
  - «Ференцварош»1924-25, 1928-29, 1929-30
  - «МТК»: 1939-40
- Обладатель Кубка Венгрии:
  - «Ференцварош»: 1927, 1928, 1933
- Финалист Кубка Венгрии:
  - «Ференцварош»:1931, 1932
  - «МТК»: 1935
- Лучший футболист Венгрии 1932